# Yarn bombing

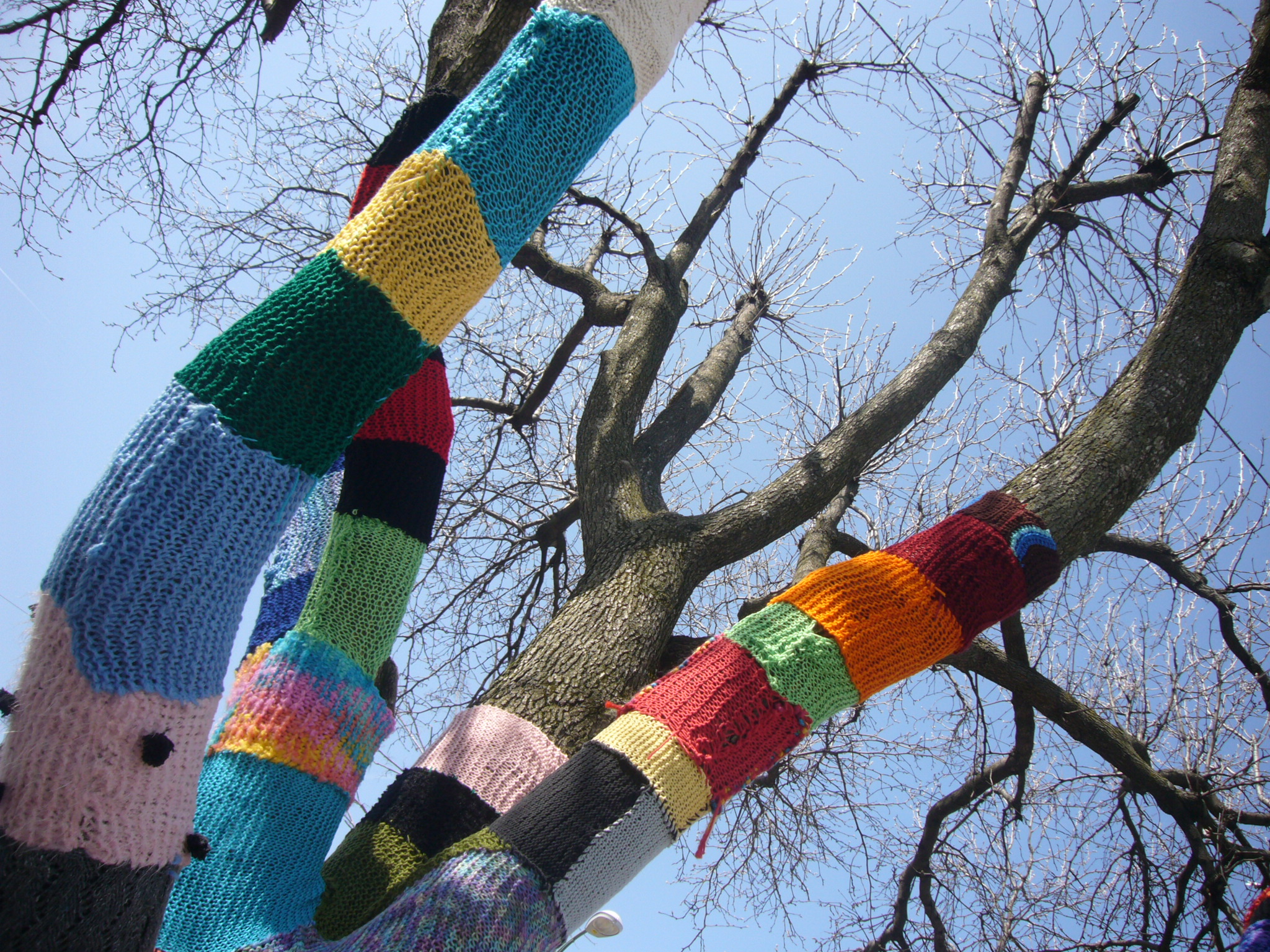
Knit Knot Tree dalle Jafagirls

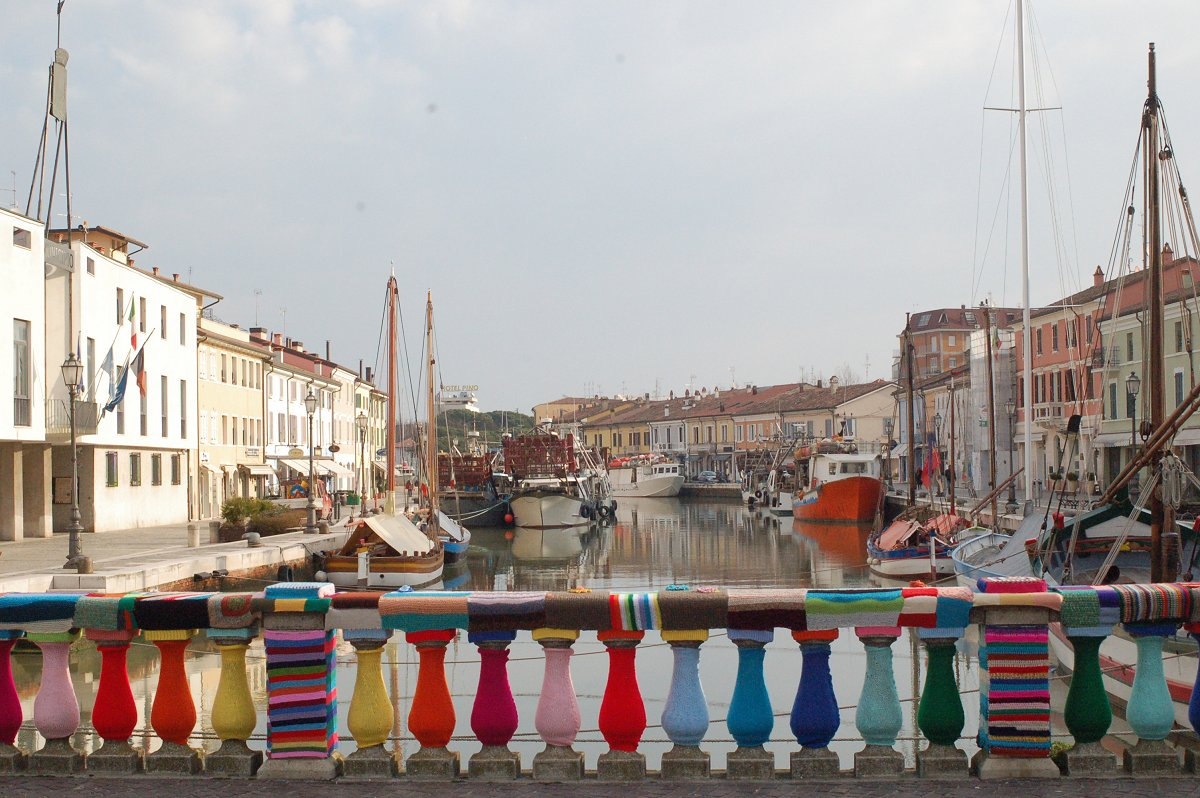
Un ponte di lana: ponte Garibaldi a Cesenatico

Lo Yarn bombing, o urban knitting o anche graffiti knitting (alla lettera in italiano graffiti a maglia), è un particolare tipo di graffitismo o di arte di strada costituito da esposizioni colorate di opere formate da stoffe o tessuti lavorati a maglia o a uncinetto, che solitamente sono posti ad avvolgere oggetti presenti in luoghi pubblici, invece che dipinti o disegni realizzati con vernici.

## Storia

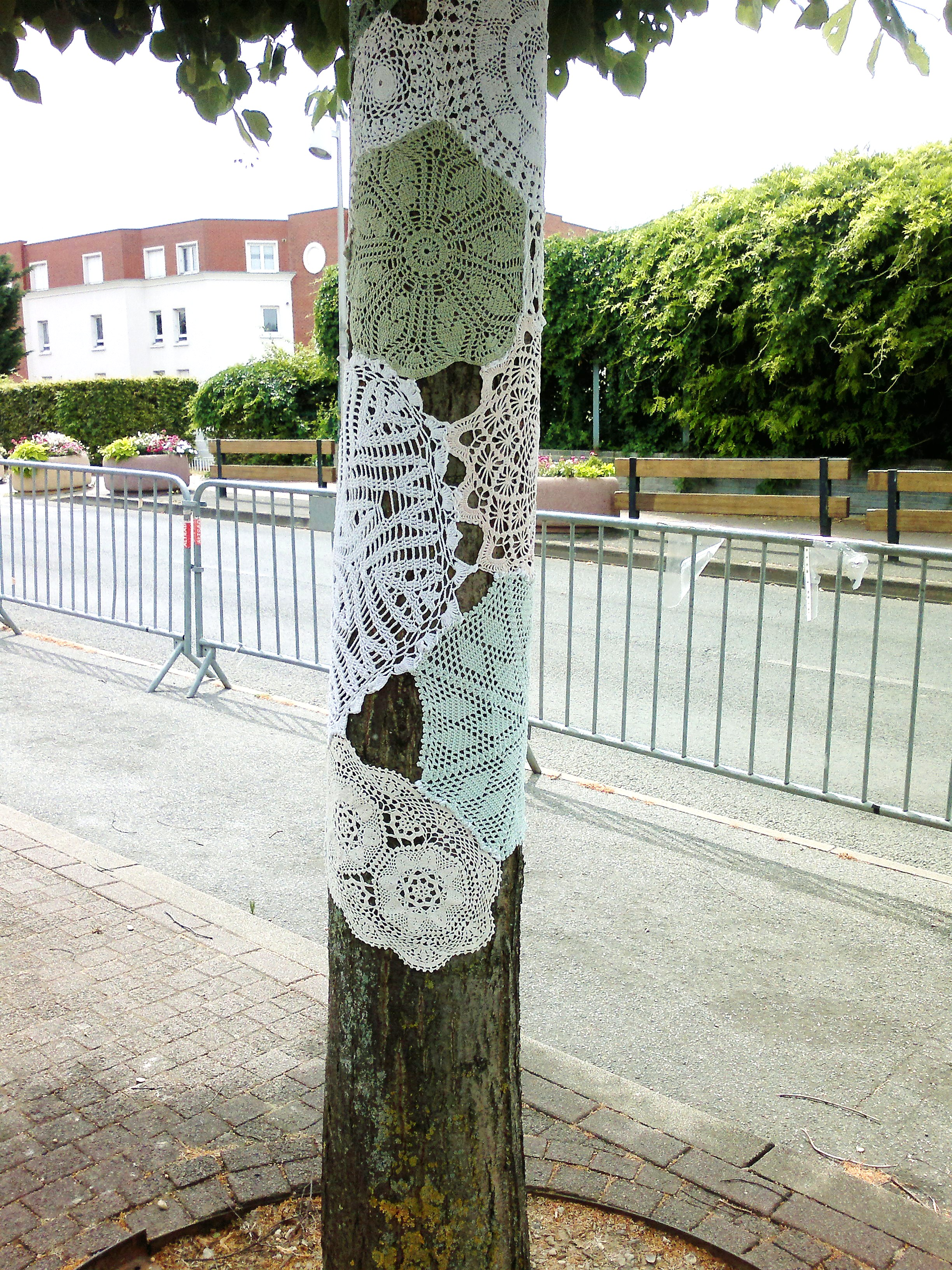
Arbre à dentelles 4, tronco ricoperto da opere ad uncinetto-a Évry, Francia, 2015

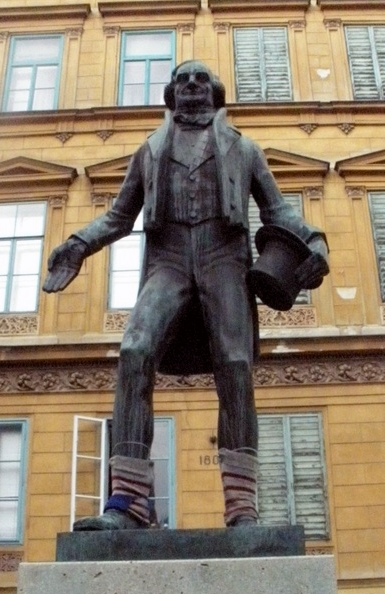
Statua di Johann Nestroy a Nestroyplatz, a Vienna, con gambali fatti a maglia

Si ritiene che questa espressione artistica si sia originata negli Stati Uniti in Texas, da dove si è poi diffusa in tutto il mondo, dalla creatività di alcune magliare, che trovavano così una modalità di utilizzo per i loro lavori non terminati o abbandonati.

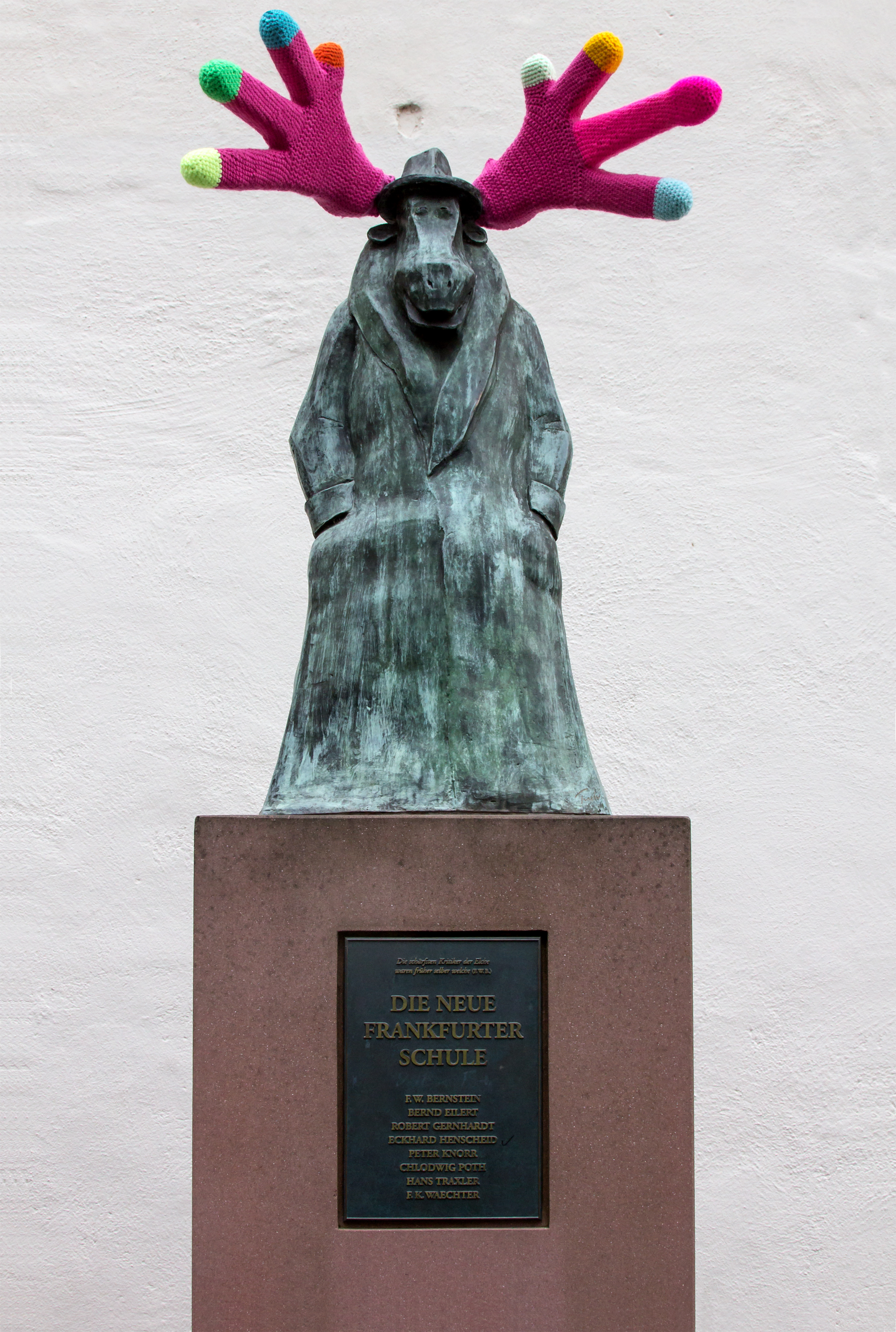
Monumento all'alce con le corna ricoperte, Museum of comic art, Francoforte

Nel giugno 2015, l'espressione «yarn-bombing» è stata inclusa nello Oxford Dictionary con questa definizione: «the action or practice of covering or decorating public objects or monuments with colourful knitted or crocheted items and motifs, as a form of street art; an instance of this. Also: street art consisting of objects civered or decorated this way.»

## Lo yarn bombing in Italia
Nel 2012, questa forma d'arte si è espressa anche Italia a Pistoia, in Toscana. Nel 2013, tutto il Porto antico di Genova è stato "bombardato" di installazioni in lana e cotone, realizzate da oltre 1000 persone di tutte le età e provenienza per il Progetto Intrecci urbani.
Nel 2014 il progetto Intrecci Urbani a Genova ha coinvolto tutto il territorio cittadino includendo nove giardini e ville di Genova con la partecipazione di oltre 1300 persone.
Dal giorno 8 marzo al giorno 23 marzo 2014 il ponte Garibaldi a Cesenatico è stato ricoperto di lana. Il 9 e 10 Agosto 2019, a Trivento, in Molise, si è svolta la prima edizione dello Yarn Bombing Day. Oltre 130 artiste di Yarn Bombing provenienti da Italia, Francia, Belgio, Germania, Danimarca, Svezia, Finlandia, Spagna, Israele, Inghilterra, Russia, Australia, USA, Canada, Repubblica Dominicana, Brasile, Messico, Cile, Porto Rico, Venezuela e Colombia hanno preso parte all'evento. Sono state realizzate oltre 70 opere di crochet e sono state esposte lungo il centro storico del borgo, trasformando la città in un museo a cielo aperto. Le opere sono rimaste esposte per tutto il mese di Agosto 2019, facendo registrare un picco di turisti da record e un incredibile riscontro su tutti i social media mondiali. L’evento, a scopo benefico, ha sostenuto il progetto “Frammenti di Luce” della “Fondazione Bambino Gesù Onlus” attraverso la vendita delle opere esposte e grazie anche alla vendita di beneficenza di gadgets realizzati da tutti gli utenti.
Nel 2022 è nato Yarn Bombing Barzanò, in provincia di Lecco, festival internazionale di fiber art a uncinetto e maglia, che ogni anno per tre giorni accoglie più di trecento opere e installazioni provenienti da tutto il mondo. È la più grossa manifestazione in Lombardia, attualmente una delle principali in Italia.